# برونو تورنر
برونو تورنر (بالإنجليزية: Bruno Turner)‏ هو موزع بريطاني، ولد في 17 فبراير 1931.

## وصلات خارجية
- برونو تورنر على موقع ميوزك برينز (الإنجليزية)
- برونو تورنر على موقع أول ميوزيك (الإنجليزية)
- برونو تورنر على موقع ديسكوغز (الإنجليزية)